# (391) Ingeborg
(391) Ingeborg es un asteroide perteneciente al grupo de los asteroides que cruzan la órbita de Marte descubierto el 1 de noviembre de 1894 por Maximilian Franz Wolf desde el observatorio de Heidelberg-Königstuhl, Alemania.
Se desconoce la razón del nombre.
Ingeborg forma parte de la familia asteroidal de Focea.